# Mistrovství světa v alpském lyžování 1962
14. Mistrovství světa v alpském lyžování se konalo v roce 1962 v francouzském Chamonix.

## Medailisté

### Muži
| Soutěž      | Zlato           | Stříbro         | Bronz           |
| Sjezd       | Karl Schranz    | Émile Viollat   | Egon Zimmermann |
| Slalom      | Charles Bozon   | Guy Périllat    | Gerhard Nenning |
| Obří slalom | Egon Zimmermann | Karl Schranz    | Martin Burger   |
| Kombinace   | Karl Schranz    | Gerhard Nenning | Ludwig Leitner  |

### Ženy
| Soutěž      | Zlato                 | Stříbro               | Bronz           |
| Sjezd       | Christl Haasová       | Pia Riva              | Barbara Ferries |
| Slalom      | Marianne Jahn         | Marielle Goitschelová | Erika Netzer    |
| Obří slalom | Marianne Jahn         | Erika Netzer          | Joan Hannah     |
| Kombinace   | Marielle Goitschelová | Marianne Jahn         | Erika Netzer    |

## Přehled medailí
| Pořadí         | Stát                           | Zlato | Stříbro | Bronz | Celkově |
| 1              | Rakousko                       | 6     | 4       | 5     | 15      |
| 2              | Francie                        | 2     | 3       | -     | 5       |
| 3              | Itálie                         | -     | 1       | -     | 1       |
| 4              | Spojené státy americké         | -     | -       | 2     | 2       |
| 5              | Německá demokratická republika | -     | -       | 1     | 1       |
| Medailové sady | Medailové sady                 | 8     | 8       | 8     | 24      |